# Campeonato Sudamericano de Baloncesto de 1940
El Campeonato Sudamericano de Baloncesto de 1940 corresponde a la octava edición del Campeonato Sudamericano de Baloncesto. Se llevó a cabo en Montevideo, Uruguay, resultando campeón la selección de Uruguay. Un total de 6 equipos compitieron, entre ellos la debutante selección de Paraguay, a pesar de que la II Guerra Mundial estaba en curso.

## Resultados
| Posición | Equipo    | Pts | G | P | PF  | PC  | Dif  |
| -------- | --------- | --- | - | - | --- | --- | ---- |
| 1        | Uruguay   | 10  | 5 | 0 | 192 | 101 | +91  |
| 2        | Argentina | 9   | 4 | 1 | 177 | 106 | +71  |
| 3        | Brasil    | 8   | 3 | 2 | 135 | 156 | -21  |
| 4        | Chile     | 7   | 2 | 3 | 166 | 155 | +11  |
| 5        | Perú      | 6   | 1 | 4 | 149 | 146 | +3   |
| 6        | Paraguay  | 5   | 0 | 5 | 83  | 238 | -155 |

| Uruguay   | 25 - 23 | Argentina |
| Uruguay   | 38 - 15 | Brasil    |
| Uruguay   | 43 - 26 | Chile     |
| Uruguay   | 25 - 24 | Perú      |
| Uruguay   | 61 - 13 | Paraguay  |
| Argentina | 46 - 33 | Brasil    |
| Argentina | 18 - 17 | Chile     |
| Argentina | 40 - 26 | Perú      |
| Argentina | 50 - 5  | Paraguay  |
| Brasil    | 36 - 31 | Chile     |
| Brasil    | 27 - 21 | Perú      |
| Brasil    | 24 - 20 | Paraguay  |
| Chile     | 35 - 32 | Perú      |
| Chile     | 57 - 26 | Paraguay  |
| Perú      | 46 - 19 | Paraguay  |

| Uruguay         |
| Campeón Uruguay |
| Tercer título   |